# Philippi-Canyon
Koordinaten: 65° 45′ S, 78° 30′ O
Der Philippi-Canyon ist ein Tiefseegraben in der Kooperationssee vor der Ingrid-Christensen-Küste des ostantarktischen Prinzessin-Elisabeth-Lands.
Benannt ist er wahrscheinlich nach dem deutschen Geologen Emil Philippi (1871–1910), einem Mitglied der Gauß-Expedition (1901–1903) unter der Leitung von Erich von Drygalski.